# Braulio Rivera
Braulio Rivera (Manilla, 26 maart 1867 - aldaar, 11 januari 1897) was een Filipijns onafhankelijkheidsstrijder en lid van de ondergrondse verzetsbeweging Katipunan. Hij was een van de dertien martelaren van Bagumbayan.

## Biografie
Braulio Rivera werd geboren in Tondo in de Filipijnse hoofdstad Manilla. Zijn vader was Jose Rivera een werknemer op de administratie van de Tabakmonopolie. Hijzelf werkte als kantoorklerk voor de Inspección general de Montes, de Spaanse koloniale bosbouwdienst. Rivera werd al kort na de oprichting lid van de ondergrondse verzetsbeweging Katipunan. Hij was een vertrouweling van Andres Bonifacio en zette een lokale tak van de Katipunan op in zijn district. Bij een inval in de drukkerij van de Diario de Manila, die ook werd gebruikt voor het drukken van materiaal ten behoeve van de onafhankelijkheidsstrijd, kwamen de autoriteiten zijn naam te weten.
Daarop werd hij op 24 augustus 1896, kort na de uitbraak van de Filipijnse Revolutie gearresteerd, samen met diverse andere landgenoten die verdacht werden van lidmaatschap van de Katipunan. Hij werd enige tijd ondervraagd en daarbij ook gemarteld, onderste boven gehangen en met verdrinking bedreigd. Op 11 januari januari 1897 werd hij samen met twaalf anderen door een vuurpeloton geëxecuteerd op Bagumbayan, bijna twee weken nadat de Filipijnse nationale held José Rizal daar was geëxecuteerd.
Rivera was getrouwd met Francisca Santos. Ze kregen diverse kinderen die echter geen van allen de volwassen leeftijd bereikten.